# Get Born
Get Born es el nombre del álbum debut de estudio grabado por la banda australiana de rock alternativo Jet. Fue lanzado al mercado por el sello discográfico Elektra Records el 14 de septiembre de 2003 y de él se han vendido más de 4 millones de copias por todo el mundo, lo que lo ha convertido en uno de los álbumes más exitosos de la banda.

## Listado de canciones
| Get Born |                            |          |  |
| N.º      | Título                     | Duración |  |
| 1.       | «Last Chance»              | 1:52     |  |
| 2.       | «Are You Gonna Be My Girl» | 3:34     |  |
| 3.       | «Rollover DJ»              | 3:17     |  |
| 4.       | «Look What You've Done»    | 3:50     |  |
| 5.       | «Get What You Need»        | 4:08     |  |
| 6.       | «Move On»                  | 4:21     |  |
| 7.       | «Radio Song»               | 4:32     |  |
| 8.       | «Get Me Outta Here»        | 2:56     |  |
| 9.       | «Cold Hard Bitch»          | 4:03     |  |
| 10.      | «Come Around Again»        | 4:30     |  |
| 11.      | «Take It or Leave It»      | 2:23     |  |
| 12.      | «Lazy Gun»                 | 4:42     |  |
| 13.      | «Timothy»                  | 4:32     |  |
| 45:00    |                            |          |  |

## Lista de éxito
| Año  | Lista                 | Posición |
| ---- | --------------------- | -------- |
| 2003 | Billboard Heatseekers | #1       |
| 2003 | The Billboard 200     | #85      |
| 2004 | The Billboard 200     | #26      |
| 2004 | Lista UK Album        | #14      |
| 2004 | ARIA Top 40           | #1       |
| 2004 | Lista Italian Albums  | #14      |

## Sencillos
| Año  | Sencillo                   | Lista                  | Posición |
| ---- | -------------------------- | ---------------------- | -------- |
| 2003 | "Are You Gonna Be My Girl" | Mainstream Rock Tracks | #29      |
| 2003 | "Are You Gonna Be My Girl" | Modern Rock Tracks     | #13      |
| 2004 | "Are You Gonna Be My Girl" | Billboard Hot 100      | #29      |
| 2004 | "Are You Gonna Be My Girl" | Mainstream Rock Tracks | #7       |
| 2004 | "Are You Gonna Be My Girl" | Modern Rock Tracks     | #3       |
| 2004 | "Are You Gonna Be My Girl" | UK Singles Chart       | #16      |
| 2004 | "Are You Gonna Be My Girl" | ARIA Singles Chart     | #20      |
| 2004 | "Cold Hard Bitch"          | Billboard Hot 100      | #55      |
| 2004 | "Cold Hard Bitch"          | Mainstream Rock Tracks | #1       |
| 2004 | "Cold Hard Bitch"          | Modern Rock Tracks     | #1       |
| 2004 | "Cold Hard Bitch"          | UK Singles Chart       | #34      |
| 2004 | "Cold Hard Bitch"          | ARIA Singles Chart     | #33      |
| 2004 | "Rollover DJ"              | Mainstream Rock Tracks | #14      |
| 2004 | "Rollover DJ"              | Modern Rock Tracks     | #14      |
| 2004 | "Rollover DJ"              | UK Singles Chart       | #34      |
| 2004 | "Rollover DJ"              | ARIA Singles Chart     | #31      |
| 2004 | "Look What You've Done"    | Billboard Hot 100      | #37      |
| 2004 | "Look What You've Done"    | Mainstream Rock Tracks | #33      |
| 2004 | "Look What You've Done"    | Modern Rock Tracks     | #3       |
| 2004 | "Look What You've Done"    | UK Singles Chart       | #28      |
| 2004 | "Look What You've Done"    | ARIA Singles Chart     | #14      |

| Predecesor: Michael Bublé de Michael Bublé | ARIA Albums Chart Australiana 17 de mayo - 30 de mayo de 2004 | Sucesor: Under My Skin de Avril Lavigne |

- Datos: Q2287834